# Щевора
Гора Щевора — гора в Українських Карпатах, одна з вершин Гуцульських Альп (частина Мармароського гірського масиву). Розташована в Рахівському районі Закарпатської області, на кордоні України і Румунії.

## Географія
Висота 1466 м.  На значних площах тут є полонини. Найближча полонина —  Щевора, трохи дальше Берлебашка та  Лисича.  Гора розташована в межах Марамороського заповідного масиву Карпатського біосферного заповідника.
Найближчий населений пункт: с. Ділове.

## Назва
Назва гори Щевора означає – циганський ніс. 